# Allan Pinkerton
Pour les articles homonymes, voir Pinkerton.

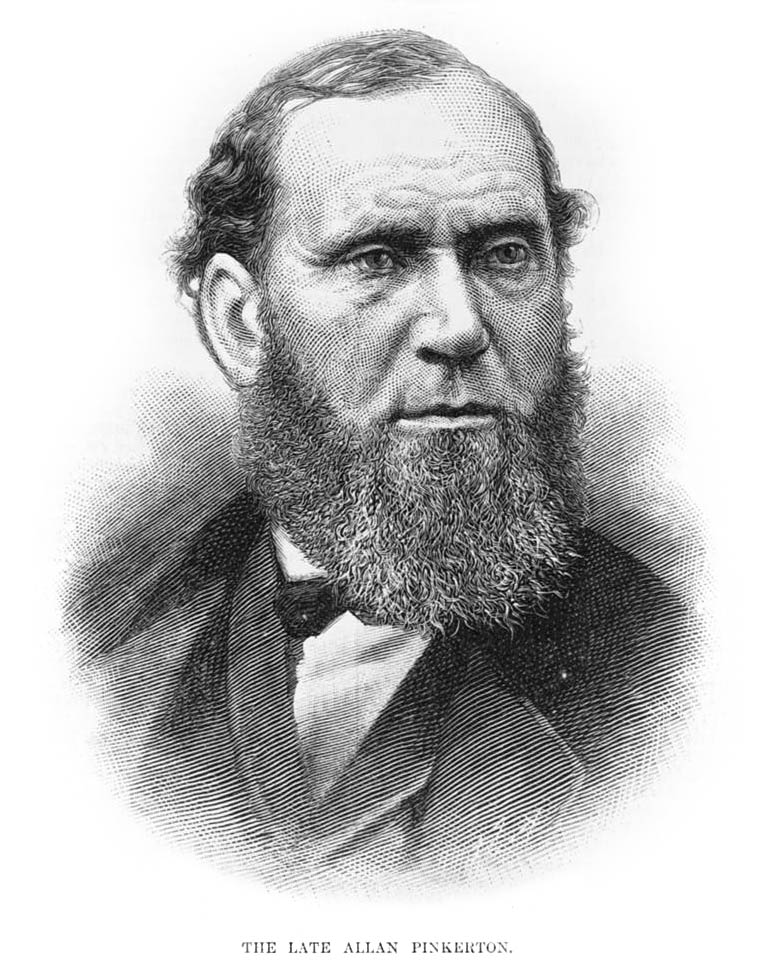
Allan Pinkerton en 1884.

Allan Pinkerton, né le 25 août 1819 à Glasgow (Écosse) et mort le 1er juillet 1884 à Chicago, est un détective privé américain.

## Biographie
Né dans une famille pauvre, Allan Pinkerton - fils de William et Isabelle Pinkerton - émigre aux États-Unis en 1842 et trouve un premier emploi de tonnelier près de Chicago (Illinois), puis devient shérif adjoint. En 1849, il travaille pour la police de Chicago. Il démissionne peu de temps après et fonde en 1850 sa première agence de détective sous le nom de Pinkerton National Detective Agency. Il y élucidera une série d'affaires de vols dans des trains.
En 1861, il fait échouer le complot de Baltimore visant à assassiner Abraham Lincoln, nouvellement élu président. C'est à la demande de ce dernier que Pinkerton travaille pour les services secrets durant la guerre de Sécession (1861-1865).
Après la guerre, il se spécialise dans le service des industriels et se retrouve à la tête d'une importante équipe de briseurs de grève, de gardiens d'usines et de chasseurs de primes. Reconnaissant que « pour faire son travail, le détective doit jouer des rôles et donc, par moments, s'éloigner de la vérité et recourir à la tromperie », il use fréquemment de la « tromperie » et de la provocation contre les agitateurs du mouvement ouvrier.
Il est recruté pour 100 000 dollars par l'homme d'affaires Franklin Benjamin Gowen pour éliminer le mouvement des Molly Maguires, actif dans ses mines de charbon de Pennsylvanie. L'un de ses agents infiltre le mouvement et dénonce 347 Mollies présumés, dont 20 seront exécutés. Son agence pourrait aussi être impliquée dans les meurtres de trois syndicalistes.
L'agence Pinkerton collabore à la répression des grèves du chemin de fer et mouvements sociaux de 1877. Pour lui, toutes les grèves et manifestations de cette période étaient le fait des communistes. Il adopte une attitude radicalement anti-ouvrière, décrivant les chômeurs et vagabonds comme une « race de hyènes humaines ».
Allan Pinkerton meurt à Chicago le 1er juillet 1884 d'une gangrène (après s'être mordu la langue). Il est inhumé au cimetière de Graceland à Chicago.
Son agence, connue pour sa devise « We never sleep » (« Nous ne dormons jamais ») assortie d'un logotype représentant un œil grand ouvert, connaîtra un grand succès. La renommée de Pinkerton est telle qu'après sa mort, son nom devint un terme argotique désignant un détective privé.
L'agence Pinkerton prend part pendant plusieurs années à la poursuite des hors-la-loi James-Younger, mais abandonne après la mort de plusieurs de ses agents.

## Dans la culture populaire
- Daniel Pennac, Tonino Benacquista et Achdé le mettent en scène dans une aventure de Lucky Luke en 2010 : Lucky Luke contre Pinkerton (Lucky Comics).
- Charlier et Giraud le mettent en scène ainsi que son frère Bupp dans plusieurs albums de la série Blueberry.
- Une série de romans de littérature jeunesse écrits par Michel Honaker mettent en scène l'Agence Pinkerton (Flammarion, 2011).
- Une série de bandes dessinées de Rémi Guérin (scénario) et Sébastien Damour (dessin), mettant en scène l'agence et son fondateur, débute sur l'affaire Jesse James.
- Dans le jeu vidéo Red Dead Redemption II, la Pinkerton désigne une agence de détectives privés, principaux antagonistes de l'histoire principale.
- Sous le nom de James McParlan, il est incarné par Richard Harris dans le film Traître sur commande (1970) de Martin Ritt.